# Angelica Garnett

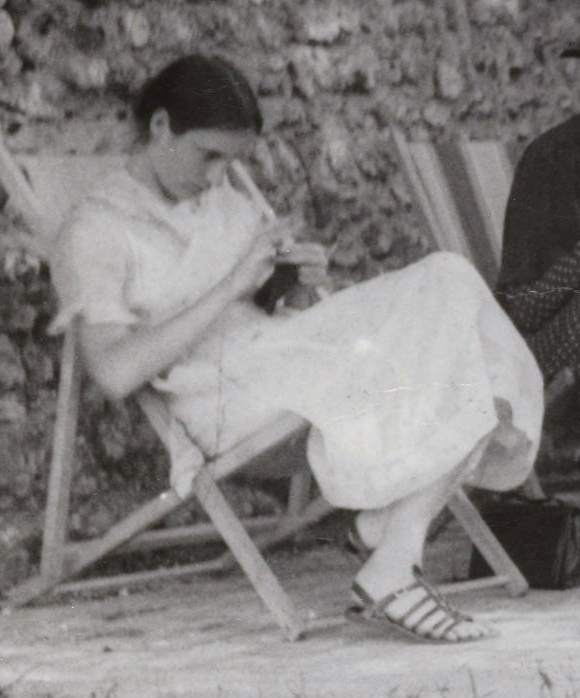
Angelica Garnett

Angelica Vanessa Garnett, geboren Angelica Bell (Firle, 25 december 1918 – Aix-en-Provence, 4 mei 2012) was een Engels kunstschilder en schrijver. Ze is de buitenechtelijke dochter van de kunstschilders Vanessa Bell en Duncan Grant en zodoende ook een nicht van Virginia Woolf, allen leden van de Bloomsburygroep.

## Leven en werk

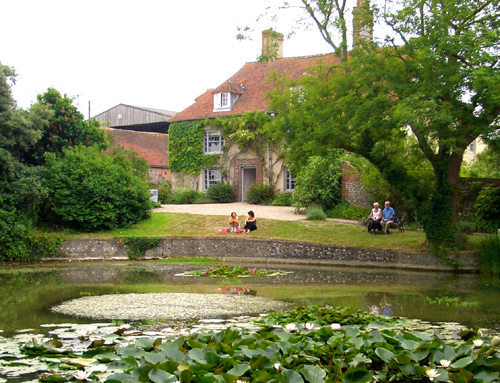
Charleston Farmhouse bij Lewes in East Sussex, UK, 2006. Destijds woonhuis van Vanessa en Clive Bell en de kunstenaar Duncan Grant.

Clive Bell, de formele echtgenoot van Vanessa, was niet de biologische vader van Angelica. Zij waren al in 1916 feitelijk uit elkaar gegaan. Hij kwam echter nog vaak bij Vanessa logeren en steunde haar toen zij, 38 jaar oud, een relatie kreeg met de zes jaar jongere Duncan Grant. Uit deze verhouding is Angelica geboren, terwijl Duncan relaties bleef onderhouden met vele andere mannen en vrouwen. Clive erkende Angelica als zijn dochter, omdat hij niet wilde dat zijn conservatieve familie Angelica zou onterven. De waarheid over haar afkomst hoorde Angelica zelf pas op haar achttiende verjaardag van moeder Vanessa, ook al groeide ze bij Vanessa op in het Charleston Farmhouse in Sussex en in Londen. Waar Vanessa woonde, kwamen Duncan Grant en andere leden van de Bloomsburygroep regelmatig op bezoek of langdurig logeren.
Angelica Garnett had door Clive Bell twee halfbroers: de dichter Julian Bell, die in 1937, op 29-jarige leeftijd, omkwam in de Spaanse Burgeroorlog en de kunsthistoricus en schrijver Quentin Bell.
Angelica kreeg een vrije opvoeding en aan haar schoolopleiding werd niet veel waarde gehecht. Op haar tiende ging ze weliswaar naar Langford Grove kostschool, bij Malden in Essex, maar alle vakken volgen en examen doen vond haar moeder niet nodig. Muziek en theater waren haar meest geliefde vakken. Na vier maanden alleen in Parijs te zijn geweest, ging ze in het voorjaar van 1936 naar de London Theatre Studio en werd leerlinge van Michel Saint-Denis. In die tijd flirtte ze met David Garnett (bijgenaamd Bunny), die tussen 1915 en 1918 de minnaar was geweest van haar biologische vader. David was 26 jaar ouder dan zij. In 1938 hadden ze inmiddels 'verkering', maar het was geen echte liefdesverhouding. Toch gingen ze in Londen samenwonen en in 1942 trouwden ze. Voor David was het zijn tweede huwelijk, waardoor hij al twee zoons had, Richard en William. Samen kregen ze vier dochters: Amaryllis Virginia (actrice, 1943-1973, door een val of zelfmoord in de Theems), Henrietta (schrijfster, 1945- ) en de tweeling Frances (1946- ) en Nerissa Stephen (kunstschilderes, fotografe en keramiste, 1946-2004 door een hersentumor). Angelica verliet David om zijn autoritaire houding en hun leeftijdsverschil en in 1961 zijn ze gescheiden.
In 1984 publiceerde zij haar memoires Deceived with kindness: a Bloomsbury childhood, waaraan ze sinds 1977 gewerkt had. Dat ze lang in het ongewisse was over haar eigenlijke biologische afkomst en het niet-opgevoed zijn door haar drie 'ouders' speelt een grote rol in het boek. In 1985 ontving ze hiervoor de J. R. Ackerley Prize for Autobiography. De kijk die Angelica Garnett had op haar verleden is niet geheel onomstreden. In het voorwoord van de 1995-uitgave blikt ze hierop terug.
In 1984 verhuisde ze naar Forcalquier, in de Zuid-Franse Provence, waar ze de rest van haar leven doorbracht. In 1993 schonk ze vier dozen met correspondentie van haarzelf en haar moeder aan het King's College Archive Centre te Cambridge en in 1994 droeg ze haar archief (8000 items, waaronder schetsen en tekeningen van Vanessa en Duncan) over aan de in 1980 opgerichte Charleston Trust, waar ze zelf een actief lid van was.
Na een korte ziekte overleed ze in een ziekenhuis in Aix-en-Provence, 93 jaar oud.

## Publicaties
- The unspoken truth: a quartet of Bloomsbury stories (2010). Chatto & Windus, London. 296 p. ISBN 978-0-7011-8435-3. Biografische fictie.
- The eternal moment : essays and a short story (1998). Puckerbrush, Orono (Maine). 137 p. ISBN 0-913006-65-3.
- Bell, Vanessa (1997). Sketches in pen and ink / ed. & with an afterword by Lia Giachero; prologue by Angelica Garnett. Hogarth Press, Londen. X, 214 p. ISBN 0-7012-1035-4. A Bloomsbury notebook.
- Deceived with kindness : a Bloomsbury childhood (1995) / preface to the Pimlico ed. by Angelica Garnett, 1994. 3e dr. X, 181 p. ISBN 0-7011-2821-6. Oorspr. uitg.: Chatto & Windus, Londen, 1984. ISBN 0-7011-2821-6. 2e dr.: Oxford University Press, Oxford etc., 1985. ISBN 0-19-281912-7. Autobiografie.
- Vanessa Bell's family album (1981) / comp. by Quentin Bell & Angelica Garnett. Norman & Hobhouse, Londen. 144 p., vnl. illustraties. ISBN 0-906908-36-1.